# Enner Mark Fængsel
Enner Mark Fængsel (tidligere Statsfængslet Østjylland) er det første nye topmoderne og nybyggede lukkede fængsel i Danmark i 30 år, siden indvielsen af Ringe Statsfængsel i 1976. Fængslet erstattede det 150 år gamle og nedslidte Horsens Statsfængsel og blev indviet den 2. oktober 2006 af daværende justitsminister Lene Espersen. Fængslet er beliggende på Enner Mark, 10 kilometer vest for Horsens og tæt på landsbyen Lund.
Enner Mark Fængsel er sammen med Storstrøm Fængsel, Danmarks absolut sikreste og mest moderne fængsel. Et af fængslets kendetegn er, at det er opdelt i fem uafhængige og fritliggende afsnit, placeret inden for den ca. 1.400 meter lange fængselsmur. Opdelingen i sektioner betyder bedre rammer og vilkår under afsoningen, samtidig med at det øger sikkerheden. Eksempelvis betyder adskillelsen mellem stærke og svagere indsatte i separate bygningsafsnit, at man undgår voldelige og undertrykkende hierarkier mellem de indsatte.
Fængslet har plads til 228 indsatte fordelt på fem enheder med forskellige afsnit. Der er et afsnit med almindeligt fællesskab, et arrestafsnit, et behandlingsafsnit og et kontraktafsnit. Desuden er der et afsnit for negativt stærkt styrende indsatte, et afsnit for banderelaterede indsatte, et særligt sikret afsnit, et isolationsafsnit og et sygeafsnit. Pr. 1. januar 2014 har fængslet også et afsnit for udvisningsdømte indsatte. De indsatte kommer fortrinsvis fra Fyn og Jylland. Nuværende fængselsinspektør er Thorsten Holst Laursen.

## Baggrund
I 1998 udarbejdede Direktoratet for Kriminalforsorgen en bygningsanalyse i samarbejde med Forsvarets Bygningstjeneste. Bygningsanalysen indeholdt en detaljeret analyse og vurdering af Kriminalforsorgens fængsler i forhold til behov for vedligeholdelse, ombygning og nybygninger. Bygningsanalysen viste, at store dele af Kriminalforsorgens bygningsmasse er i en slidt og utidssvarende forfatning. Direktoratet besluttede på baggrund af den bygningsfaglige vurdering og ud fra hensynet om at tilbyde en moderne og tidssvarende straffuldbyrdelse i forhold til beskæftigelse og behandling, at alle lukkede fængsler, med undtagelse af Statsfængslet i Ringe, bør erstattes af nybyggeri indenfor en 25-årig periode.
Første skridt i fornyelsen af Kriminalforsorgens bygningsmasse blev taget i forbindelse med finanslovsaftalen i 1998 og ved flerårsaftalen om Kriminalforsorgens overordnede mål og rammer (perioden fra 1999 til 2003). Her blev det besluttet at opføre et nyt lukket fængsel som erstatning for Statsfængslet i Horsens.
I 1999 blev en projektgruppe nedsat under Kriminalforsorgen med det formål at udarbejde en kravspecifikation for det nye fængselsbyggeri. Kravspecifikationen skulle indeholde en række funktions- og sikkerhedsmæssige krav til et nyt moderne og tidssvarende fængsel. Projektgruppen indtog efterfølgende rollen som styregruppe for projektering og opførsel af Statsfængslet Østjylland. Ved udarbejdelsen af kravspecifikationen gennemførte projektgruppen en række studiebesøg i Canada, Sverige, Norge, Holland og Polen, hvor erfaringer med opførelsen af nye fængselsbyggerier blev indsamlet.
I juni 2001 afgav projektgruppen vedr. etablering af et nyt fængsel en rapport med kravspecifikationer til Statsfængslet i Østjylland. Rapporten gennemgår lovgivningen, kriminalpolitiske forhold og politiske krav til det nye fængsel samt overvejelser og anbefalinger til, hvordan det nye fængsel på bedste måde kan løfte den sikkerhedsmæssige og forsorgsfaglige indsats. Kravspecifikationen udgjorde grundlaget for styregruppens videre arbejde med etableringen af det nye fængsel. Der blev i tillæg til nedsættelse af styregruppen, nedsat flere arbejds- og brugergrupper, bl.a. med repræsentanter fra Statsfængslet i Horsens og de faglige organisationer, der skulle se nærmere på udformningen af sikkerhed, beskæftigelse, personalefaciliteter, cellernes indretning m.v.

### Byggeprogram
Projektgruppens arbejde dannede grundlaget for udfærdigelsen af et byggeprogram. Der blev i juni 2001, efter udbud af bygherrerådgivning, udarbejdet et detaljeret byggeprogram, der dannede grundlag for en EU-projektkonkurrence. Projektkonkurrencen afsluttedes i december 2001 og det århusianske arkitektfirma Friis og Moltke fik tildelt opgaven som totalrådgiver for opførelsen af Statsfængslet Østjylland. I marts 2003 påbegyndtes arbejdet med byggemodning og opførelse af betonringmur. Den 19. maj 2003 tog daværende justitsminister Lene Espersen det første spadestik til fængslet og fortalte også at fængslet får navnet "Statsfængslet Østjylland".
I efteråret 2003 blev det godkendt, at projektet af kapacitetsmæssige grunde, blev udvidet med 48 pladser således, at det nye fængsel ville få en kapacitet på 228 pladser fordelt på 4 normalafdelinger og en særligt sikret afdeling. I august 2004 påbegyndtes opførelsen af bygningsmassen på det nye fængsels arealer. Byggeriet afsluttedes i sommeren 2006, og fængslet blev officielt indviet d. 2. oktober 2006. De første indsatte blev modtaget den 16. oktober 2006. De samlede udgifter på fængslet blev i alt 403 millioner kroner. Fængslet har et samlet grundareal (inkl. sikkerhedszone) på ca. 65 hektar/650.000 kvadratmeter.

## Om fængslet
Enner Mark Fængsel har i alt fem forskellige afdelinger; de tre af afdelingerne er ens med en kapacitet til 48 indsatte i hver afdeling, den fjerde afdeling fungerer som arrestafdeling og den femte afdeling fungerer som en isolationsafdeling, hvor de såkaldte "negativt stærke indsatte" afsoner (ofte rockerrelaterede) – denne afdeling huser også fængslets sygeafdeling. Fængslet har opholdsrum med eget bad og toilet, et kulturhus med kirke, en moské, en sporthal, et bibliotek, en købmand, træningsfaciliteter og specielle besøgsfaciliteter.
Fængslet kendetegnes ved en lang række forskellige moderne sikkerhedsforanstaltninger. Blandt andet bruges der stort set ikke nøgler i fængslet, da de fleste døre låses op via biometrisk identifikation ved hjælp af fingeraftrykslæser. Alle udearealer er desuden videoovervågede, ligesom der er sat bevægelses-sensorer og infrarøde kameraer op overalt på fængslets område. Statsfængslet Østjylland har omkring 300 ansatte.

### Hverdag og beskæftigelse
Fængslet har en række forskellige beskæftigelsestilbud for de indsatte. Der tilbydes en 37 timers arbejdsuge med eksempelvis tekstilværksted, metalværksted, møbelværksted, kuvertværksted, vedligeholdelse af grønne arealer, rengøring eller montagearbejde. 
Som indsat har man desuden beskæftigelsespligt. Der tilbydes også undervisning i forberedende voksenundervisning (læsning og matematik) og almen voksenundervisning. Derudover har fængslet også behandlingsprogrammer for alkohol- og narkomisbrug.

### Vold og fangeflugt
- Den 12. oktober 2009 forsøgte en 36-årig indsat at strangulere en fængselsbetjent i fængslet. Fangen sad i en observationscelle og skulle følges til toilettet – undervejs hev han en løkke frem og forsøgte at strangulere betjenten, hvilket mislykkedes da flere betjente kom til undsætning. Den 36-årige mand blev senere sigtet for drabsforsøg.[7]

- Den 18. september 2011 stak den terrordømte Abdoulghani Tokhi en medindsat i armen med en kartoffelskræller-kniv i forbindelse med et internt opgør på afdeling C1.[8]
- Den 20. februar 2012 blev en 27-årig indsat stukket i kraniet med en kniv af en 29-årig medfange.[9]
- Den 13. juli 2012 lykkedes det for bandelederen Mohammed Figuigui også kaldet "Maleren", som afsonede en dom på 8 års fængsel for drabsforsøg, at flygte fra fængslet – det skete da han bluffede sig ud af fængslet ved at udgive sig for at være en anden fange, der skulle på uledsaget udgang.[10] Figuigui blev arresteret igen 7. december 2013.

## Kendte indsatte

### Nuværende indsatte
| Navn                                | Status                                                                  | Detaljer |
| ----------------------------------- | ----------------------------------------------------------------------- | --- |
| Marcel Lychau Hansen (Amagermanden) | Afsoner livstidsdom på den sikrede afdeling i Statsfængslet Østjylland. | Idømt fængsel på livstid ved Københavns Byret den 22. december 2011 for rovmord, voldtægtsdrab og seks fuldbyrdede voldtægter. |
| Peter Madsen                        | Afsoner livstidsdom                                                     | Idømt fængsel på livstid i 2018 for drabet på Kim Wall.                                                                        |

### Tidligere indsatte
| Navn                   | Status | Detaljer |
| ---------------------- | --- | --- |
| Jørgen "Fehår" Nielsen | Blev prøveløsladt den 27. juni 2013 efter at have siddet 17 år i fængsel.                                                                                | Idømt 16 års fængsel i 1997, som året efter blev skærpet til fængsel på livstid for drab og drabsforsøg begået under rockerkrigen. |
| Elisabeth Wæver        | Afsonede 11 år i Anstalten ved Herstedvester, hvorefter hun blev overført til kvindeafdelingen i Statsfængslet Østjylland. Hun blev prøveløsladt i 2010. | Idømt fængsel på livstid den 23. oktober 1996 for mordbrand på sin elskers kone og sønner.                                         |